# 72 (liczba)
72 (siedemdziesiąt dwa) – liczba naturalna następująca po 71 i poprzedzająca 73.

## 72 w nauce
- liczba atomowa hafnu
- obiekt na niebie Messier 72
- galaktyka NGC 72
- planetoida (72) Feronia

## 72 w kalendarzu
72. dniem w roku jest 13 marca (w latach przestępnych jest to 12 marca). Zobacz też co wydarzyło się w roku 72.